# SQUID

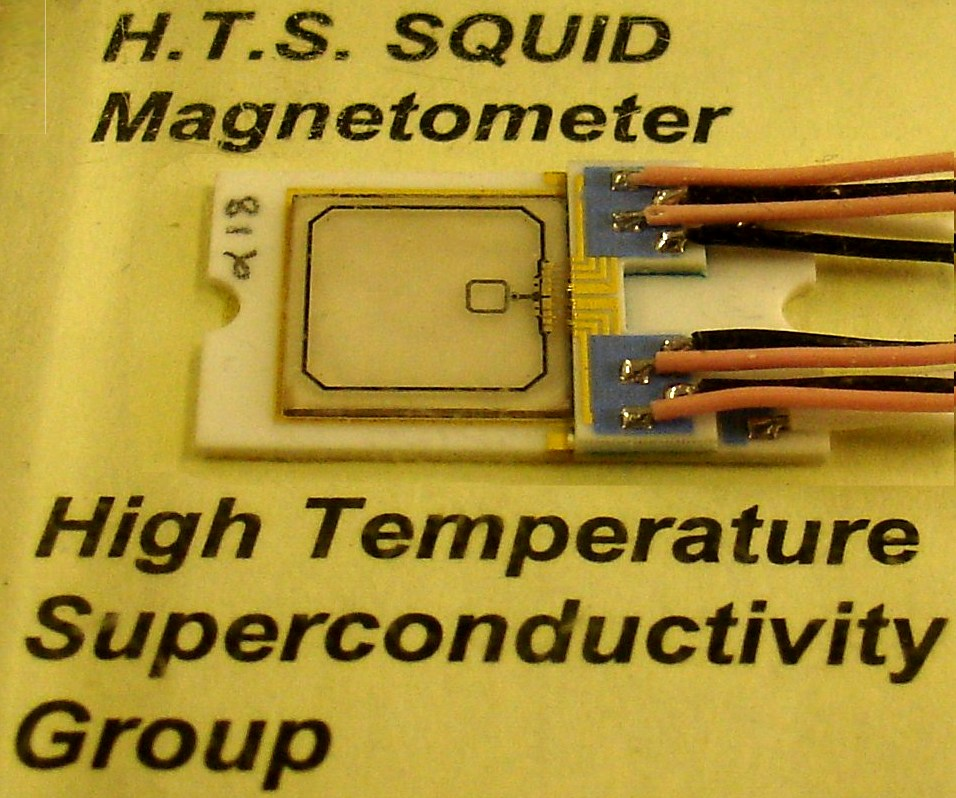
En squid gjord av högtemperatursupraledare

SQUID (engelsk akronym för Superconducting Quantum Interference Devices, eller supraledande kvantinterferensenhet) används för att mäta extremt små magnetfält. De är några av de mest känsliga magnetometrar som finns, med brusnivåer så låga som 3 fT·Hz−½. Medan en vanlig kylskåpsmagnet har ett fält på  ~0.01 tesla (10−2 T) kan några processer i djur utveckla väldigt små magnetfält; vanligtvis mellan en mikrotesla (10−6 T) och en nanotesla (10−9 T). SQUID:ar är speciellt väl lämpade för att studera dessa små magnetfält. Deras känslighet överskreds nyligen (2002) av atomiska magnetometrar (SERF).

## Historik och utformning
Likströms-SQUID:en uppfanns 1964 av Robert Jaklevic, John Lambe, Arnold Silver och James Mercereau vid Ford Research Labs efter Brian D. Josephson postulerat Josephsoneffekten 1962 och den första josephsonsövergången tillverkats av John Rowell och Philip W. Anderson at Bell Labs in 1963. Radiofrekvens-SQUID:en uppfanns 1965 av James Edward Zimmerman and Arnold Silver. 
Det finns två huvudtyper av SQUID: likström (eller DC) och radiofrekvens (RF eller växelström). RF-SQUID:ar har bara en josephsonövergång medan DC-SQUID:ar har två eller fler. Detta gör DC-SQUID:ar svårare och kostsammare att tillverka, men i gengäld är de mycket känsligare.
De flesa SQUID:ar tillverkas av bly eller rent niob. Blyet är oftast en legering med 10% guld eller indium, eftersom rent bly är labilt när dess temperatur ändras växelvis. Baselektroden på SQUID:en består av ett mycket tunt nioblager, tillverkat genom ytdeposition, och en tunnelbarriär oxideras på denna niobyta. Toppelektroden är ett lager blylegering som tillsammans de andra lagren bildar en så kallad sandwichkonfiguration. För att uppnå de nödvändiga supraledande egenskaperna kyls hela enheten med flytande helium till några enstaka kelvin.
Nyligen har "högtemperaturs-SQUID"ar börjat tillverkas av ämnet högtemperatursupraledaren YBCO (kemisk formel YBa2Cu3O7-x), och kyls av flytande kväve som är billigare och enklare att hantera än flytande helium. Dessa är mindre känsliga än vanliga "lågtemperaturs-SQUIDs" men många tillämpningar behöver inte den extrema känsligheten hos de senare.

## Användningsområden
Kanske det vanligast användningsområdet för SQUID:s är för att mätat magnetiska egenskaper hos olika material. Den extrema känsligheten gör dessutom SQUID:s utmärkta för biologiska studier. Magnetencefalografi (MEG) använder till exempel mätningar från ett SQUID-gitter för att kunna bestämma neuronaktiviteten i hjärnan.
En annan tillämpning är scanning SQUID-mikroskop, vars mätsond är en SQUID som kyls i flytande helium. Användandet av SQUID:s i  olje- och mineralprospektering och seismologi blir alltmer utbredd allteftersom supraledningstekniken utvecklas. De används också som precisa rörelsemätare i en uppsjö av vetenskapliga tillämpningar, som till exempel mätningen av gravitationsvågor. Fyra SQUID:s användes av Gravity Probe B för att pröva allmänna relativitetsteorin.